# Zoltán Bagó
Zoltán Bagó (ur. 10 stycznia 1975 w Kalocsy) – węgierski polityk, eurodeputowany V i VII kadencji (2004, 2010–2014).

## Życiorys
Absolwent prawa na Uniwersytecie w Segedynie, odbywał praktyki i staże w urzędach administracji krajowej, a także m.in. w amerykańskim Departamencie Stanu. Pracował w samorządzie i organizacjach komunalnych. W połowie lat 90. wstąpił do Fideszu, w 2004 stanął na czele struktur tej partii w swoim rodzinnym mieście.
Od 2003 pełnił funkcję obserwatora w Parlamencie Europejskim, od maja do lipca 2004 sprawował mandat eurodeputowanego V kadencji w ramach delegacji krajowej. W wyborach w 2009 bez powodzenia kandydował do Parlamentu Europejskiego. Mandat europosła objął jednak rok później, zastępując Enikő Győri.